# Folkeliv
Folkeliv betegner den måde, en befolkning indretter sin tilværelse på, og folkelivsforskning (undertiden betegnet som europæisk etnologi) betegner forskningen heri. Folkelivsforskningen kan opfattes som en regional variant af etnologien, idet den studerer den regionale udbredelse af og variation i kultlturelementer (modsat etnologiens internationale perspektiv).
En uddannelse i folkelivsforskning blev oprettet ved Københavns Universitet i 1960 i form af et professorat for Axel Steensberg under betegnelsen materiel folkekultur. Foruden Danmark fik folkelivsforskningen en særlig stilling i de nordiske lande samt i Tyskland (volkskunde, i modsætning til völkerkunde = etnografi) og i Østeuropa.

## Historie
Interessen for folkeliv har sin rod i 1700-tallet, da man begyndte at interessere sig for forskellige egnes særpræg med hensyn til levemåde. Denne interesse bliv yderligere inspireret af studiet af fremmede kulturer og resulterede i begyndelsen af 1800-tallet i den af Herder inspirerede interesse for "folkesjælen" eller "folkeånden" samt de måder, denne fandt udtryk på åndeligt (digte, sange, traditioner og skikke) og materielt (byggeskik, klædedragt, redskaber). Især i 1800-tallet tog den især form af indsamling af materiale og oplysninger herom.
Studiet af den materielle folkekultur har sin oprindelse i 1800-tallet, idet begrebet introduceredes af naturforskeren og arkæologen Sven Nilsson (1787-1883). Folkekulturforskningen udvikledes under indtryk dels af tidens fremvoksende nationalisme, dels af den samtidigt fremvoksende industrialisering. Mens man i de store kolonistater England og Frankrig lagde hovedvægten af studierne inden for emnet samfundsdannelse og samfunds indre sammenhæng på etnografien i form af studier af de oversøiske folkeslag, så blev der i Tyskland og Skandinavien i højere grad lagt vægt på studiet af den egne folkekultur og dennes udvikling (uden, at etnografiske studier derfor blev udeladte).

### Nationalitetsprægede studier
For Danmarks og Tysklands vedkommende var det ikke mindst problemstillingen i grænseområdet Sønderjylland (og for Tysklands vedkommende også andre steder), der satte sit præg på forskningen. Man gik ud fra, at et fælles sprog og en bestemt materiel kultur uden videre kunne anses som udtryk også for an national, fælles bevidsthed og følgelig måtte målet for studierne i høj grad blive at kortlægge sådanne folkelige kulturtræks udbredelse for derved "objektivt" at kunne fastlægge grænsen mellem folkenes udbredelse. Tidens ideal var dannelsen af nationalstater, det vil sige stater, hvor der var fuld overensstemmelse mellem nation (folk) og stat (rige). Som følge heraf blev betydelige kræfter sat ind på at studere udbredelsen af sprogene, men tillige af den materielle kultur og af skikke og brug.
Et fremtrædende træk i disse studier var forsøgene på at udskille dansk og tysk byggeskik i Sønderjylland. Man formodede, at der kunne påvises et forholdsvis skarpt skel mellem "saksergården" (på Frilandsmuseet eksemplificeret med en gård fra Ostenfeld) og den firlængede, danske gård. Da det viste sig, at dette skel ikke lod sig påvise så klart, som man havde forventet, gik den danske (sønderjyske) historiker Peter Lauridsen til arkiverne. Her fandt han oplysninger, som pegede mod, at den "danske" gård i ældre tid i lighed med den saksiske havde været enlænget med bolig og stald i hver sin ende. Han mente derfor, at sådanne enlængede gårde, som fandtes i grænseområdet ved Sli-Dannevirke, måtte repræsentere en mere "oprindelig" dansk byggeskik, hvoraf den senere, flerlængede gård siden var udviklet.

### Udbredelses- og innovationsstudier
For andre dele af landet end Sønderjylland spillede den nationale problemstilling ikke samme rolle. Her lagdes vægten i stedet på at kortlægge egnslige eller regionale uligheder i byggeskik, byggemåde og folkekultur.
I forlængelse af Peter Lauridsens teorier om den danske gårds udvikling fra en oprindeligt enlænget til en tolænget, siden trelænget og endelig fuld udviklet firlænget, dansk bondegård, forsøgte man at opstille udviklingsforløb, hvor man ved en tidsmæssig opdeling af de fundne træk håbede at kunne påvise hvorledes, disse havde udviklet sig over tid og spredt sig fra et oprindeligt "kerneområde" til de omgivende områder, måske hele landet. Man mente, at hvis eller når en bestemt byggemåde ikke forekom i visse "yderområder", så måtte det skyldes, at disse lå "perifert" og at de dermed repræsenterede "relikter" (rester) af en tidligere anvendt byggeskik eller byggemåde.
Et klassisk eksempel på denne problemstilling er anvendelsen af "tapsamlinger" i forhold til "bladsamlinger". For tapsamlingernes vedkommende anvendtes løsholt, for bladsamlingernes vedkommende sidebånd. Da det ved studier af byggemåder for bindingsværk viste sig, at sidebåndskonstruktioner var udbredte i det nordvestlige Sjælland men ellers kun forekom stedvist over resten af øen, mente datidens folkelivsforskere, Axel Steensberg og siden Grith Lerche, at disse var udtryk for en sådan "relikt" byggemåde, som var på vej til at forsvinde, men alligevel havde overlevet i enkelte ældre, ikke-moderniserede bygninger. Senere er der blevet rejst tvivl dels om rækkefølgen, dels om sådanne særtræk ikke ligeså godt kan skyldes "egnslige særtræk" i den anvendte byggemåde.

### Folkeliv og almueetnografi
I Sverige fik folkelivsforskningen ligeledes et opsving, og her var det studierne i folkeliv og almueetnografi, som kom til at stå i forgrunden, hvilken siden stærkt inspirerede også i Danmark. Da industrialiseringen satte ind i Sverige i 1870-erne, blev kræfterne sat ind dels på at registrere og bevare den åndelige kultur: folkelige historier, folkeviser og digte, overtro, sæd og skikke, dels på at bevare eksempler på den førindustrielle materielle kultur. I 1891 åbnedes Skansen og i 1907 Nordiska museet, som i dag er Sveriges største kulturhistoriske museum og også rummer instituttet for folkelivsforskning. I Danmark fik man et modstykke hertil i Frilandsmuseet i Sorgenfri.
Folkelivsforskningen i Sverige blev gjort til en videnskab først ved universiteterne i Lund og Stockholm. Emnet blev universitetsfag allerede i 1918. En vigtig folkelivsforsker var Carl Wilhelm von Sydow, som virkede i Lund. Det var von Sydows fortjeneste at opdele folkelivsforskningen i to videnskaber: "folkminnesforskning" og "allmogeetnografi". Folkminnesforskningen var studiet af den åndelige kultur: folketro, folkesæd og folkedigtning. Almueetnografien sysselsatte sig med bondesamfundets materielle kultur, hvorledes man boede, hvilken indretning af hjemmet man havde og hvilket bohave, redskaber og værktøjer, man anvendte. Tilsammen skulle de to forskningsretninger bevare den nationale almuekultur.
Carl Wilhelm von Sydow virkede inden for folkemindesforskningen. I Stockholm virkede arkæologen og etnologen Nils Lithberg, som blev professor i "nordisk och jämförande folklivsforskning" i 1919. Nils Lithberg var almueetnograf og dokumenterede og skrev om betydningen af at forske i enkle, dagligdagsgenstande som mælkejunger og kværne. Disse genstande og emner skulle indgå som dele i en kortlægning af den svenske kultur. Senere, i perioden 1920-1960 blev i Sverige som i Danmark studier i innovation og spredningsmønstre fremtrædende, og denne forskning kom i Sverige til at omfatte såvel bondekulturen og den fremvoksende industrikultur. Det var først i 1930-erne og 1940-erne, at folkelivsforskningen videreudvikledes med teoretikere som Sigurd Erixon (Stockholm, 1934) og Sigfrid Svensson (Lund, 1946) i spidsen.
Den svenske tradition satte også sit præg i Danmark, idet man i 1940 oprettede Nationalmuseets Etnologiske Undersøgelser. I 1960 blev der oprettet en egentlig uddannelse i form af et professorat til Axel Steensberg under det sigende navn materiel folkekultur, i 1971 ændret til europæisk etnologi. Det danske institut for europæisk etnologi fik et samarbejde med instituttet i Lund, lige som man ansatte Orvar Löfgren som ekstern lektor.